# Cresol
Met cresol worden 3 verschillende isomeren bedoeld, waarbij een methylgroep en een hydroxylgroep op een benzeenring gesubstitueerd staan. De methylgroep kan op 3 verschillende plaatsen ten opzichte van de hydroxylgroep op de ring zijn gesubstitueerd. Elk isomeer wordt aangeduid door middel van de klassieke ortho-, meta- en para-nomenclatuur of gewoon door nummering van het koolstofatoom in de arylgroep.
Verder bestaat er een zeer grote groep stoffen die in valt te delen als de groep van de cresolen. Al deze organische stoffen hebben gemeen dat ze ten minste één methylgroep en een hydroxylgroep op dezelfde aromatische ring als substituent hebben. Een bekend voorbeeld is de stof broomcresolgroen, een triarylmethaankleurstof.
Cresol van technische kwaliteit zoals dat in de handel verkrijgbaar kan zijn, bestaat bij benadering uit een isomerenmengsel van de volgende componenten:
- Metacresol: 40-45 %
- Paracresol: 29-34 %
- Orthocresol: 10 %
- Fenol: 6 %

Ook zijn de drie isomeren in hun zuivere vorm verkrijgbaar, meestal als laboratoriumreagens.

## Cresolen als reagens in het organisch laboratorium
Cresolen kunnen een heel scala aan reacties ondergaan, de ring is over het algemeen geactiveerd. De plaats van substitutie aan de arylgroep hangt wel af van het soort cresolisomeer, al naargelang eventuele sterische hinder of hinder door mesomere effecten. Ook kan de fenolische groep veresterd worden met behulp van een zuuranhydride. Partiële oxidatie van de methylgroep is mogelijk, hierbij ontstaan de corresponderende benzylalcoholen, aldehyden of carbonzuren.

## Voorkomen in de natuur en toepassingen
Cresolen en derivaten van cresolen komen in de natuur veelvuldig voor. Zo zijn ze gevonden als metaboliet in verschillende micro-organismen als wel in urine. Bovendien komen cresolen voor in steenkool en onder andere teren, hier werden zij vroeger dan ook uit gewonnen.
Cresolen zijn voorlopers of synthetische tussenproducten van andere verbindingen en materialen, waaronder kunststoffen, pesticiden, farmaceutische producten en kleurstoffen. Voor cresolbactericiden of ontsmettingsmiddelen is het werkingsmechanisme te wijten aan de vernietiging van bacteriële celmembranen. Recentelijk zijn cresolen gebruikt om een doorbraak te creëren in de productie van koolstofnanobuisjes die gescheiden zijn en niet gedraaid, zonder extra chemicaliën die de oppervlakte-eigenschappen van de nanobuisjes veranderen.

### Commerciële voorbeelden
- Creolin, een 19e-eeuws ontsmettingsmiddel.
- Carbolzeep, 19e eeuw.
- De originele Lysol-formulering, in wezen een wateroplossing van carbolzeep. "Lysol" is gebruikt als een algemeen handelsmerk om naar een dergelijke cresolzeepoplossing te verwijzen en wordt in sommige professionele omgevingen nog steeds als zodanig gebruikt. Het CAS-nummer is 12772-68-8.

### Derivaten

#### Derivaten van p-cresol
onder meer:
- Gebutyleerd hydroxytolueen, een veel voorkomende antioxidant

#### Derivaten van o-cresol
onder meer:
- Indo-1, een populaire calciumindicator
- MCPA, (4-chloor-2-methylfenoxy)azijnzuur
- MCPB, 4-(4-chloor-2-methylfenoxy)butaanzuur
- Mecoprop, (RS)-2-(4-chloor-2-methylfenoxy)propaanzuur
- het amine atomoxetine, (3R)-N-methyl-3-(2-methylfenoxy)-3-fenylpropaan-1-amine
- het diol mefenesine, 3-(2-methylfenoxy)propaan-1,2-diol

#### Derivaten van m-cresol
onder meer
Amylmetacresol, een antisepticum
- Bevantolol, (RS)-[2-(3,4-dimethoxyfenyl)ethyl] [2-hydroxy-3-(3-methylfenoxy)propyl]amine
- Broomcresol groen
- Bupranolol, een niet-selectieve bètablokker
- Chloor-m-cresol dat wordt gebruikt als huishoudelijk desinfectiemiddel
- Tolimidon, 5-(3-methylfenoxy)pyrimidine-2(1H)-on

## Websites
- o-cresol - International Chemical Safety Card
- p-cresol - International Chemical Safety Card